# 武汉自然博物馆
武汉自然博物馆是公益性事业文化机构，位于武汉市园博园核心位置，北靠荆山，南面楚水。它由长江文明馆、贝林大河生命馆和武汉园博园自然景观构成，其中，武汉园博园、长江文明馆已于2015年9月25日建成开放，贝林大河生命馆于2018年7月18日正式运行。

## 长江文明馆
武汉市人民政府以举办第十届中国（武汉）国际园林博览会为契机，联合长江水利委员会、武汉大学兴建长江文明馆。该馆于2013年11月13日破土动工，2015年9月25日落成开放，馆舍面积3.1万平方米，展览面积1.28万平方米，分《序厅》、《走进长江厅》、《感知文明厅》和《梦幻长江厅》，拥有藏品9141件。截至2017年底，长江文明馆已免费接待观众190万人次。

### 常设展览
常设展览“长江之歌，文明之旅”的主线以水孕育人类、人类创造文明、文明融于生态，以提取长江最经典的自然与文明元素为重点，采取单元式的展示方法，全方位、多视角、立体化地展现了长江流域风光与生态文明，黄金水道与丰富物产，悠久历史与璀璨文明。

### 序厅
序厅面积2462平方米，展示了由鲁迅美术学院雕塑系主任霍波洋教授创作的长江流域巨型浮雕《长江万里图》。

### 自然厅
自然厅《走进长江》展览面积3106平方米，以长江自然生态条件为轴，通过“沧海桑田 巨流诞生”、“百川汇聚 有容乃大”、“物华天宝 大江厚赠”、“人间奇观 胜景天成”、“水利千秋 安澜盛世”、“黄金水道 互连互通”、“自然宝库 生态警钟”、“宜居城市 美丽梦想”八个单元集中展现了长江流域的自然生态与人文景观，水道与资源，以及一批珍稀动植物标本，包括中华鲟、野牦牛、藏羚羊、亚洲象、大熊猫、滇金丝猴、华南虎、朱鹮、白鳍豚、珙桐、南方红豆杉、水杉、对节白蜡等。

### 人文厅
人文厅《感知文明》展览面积3517平方米，以“文明的漩涡”为设计理念，以水孕育人类、人类创造文明、文明融入生态为脉络设置了“人类摇篮 文明发端”、“青铜时代 尽显风流”、“民生物用 领异标新”、“妙理哲思 义理精深”、“文坛艺苑 惊采绝艳”、“科苑杏坛 智慧光华”、“和谐家园 绚丽多姿”、“融汇中西 八面来风”八个单元突出反映了长江的历史与文明，包括藏滇文化、巴蜀文化、荆楚文化和吴越文化的一批文物；如青海的马家窑彩陶罐、西藏的唐卡、四川三星堆戴金面罩青铜人头像和铜人面具、云南的立牛铜贮贝器、重庆大溪文化的双面人玉雕、湖南的兽面人铜镜、湖北盘龙城大玉戈和曾国第一剑、江西景德镇的青玉瓷瓶、安徽的兽面鼎、江苏的元朝青瓷、上海崧泽文化的石犁、浙江良渚的玉琮等。

### 体验厅
体验厅《梦幻长江》引进了“黑暗骑乘”技术和荷兰多自由度无轨电车，聘用特效大师《阿凡达》视觉总监Chuck Comisky设计“梦幻长江”体验厅。观众乘坐无轨游览车从雪域高原的格拉丹东出发，在虚拟主人翁“琪琪”的陪伴下，经雪域高原、巴蜀奇观、高峡平湖、赤壁烽火、飞跃名楼、江南胜景和神奇纬度七个自然、人文的景观体验长江，感受长江文明。

### 临展厅
临展厅已举办《穆穆曾侯——全国十大考古发现：郭家庙曾国墓地特展》、《神秘的古蜀王国——三星堆、金沙遗址出土文物珍宝展》、《长江颂国际书法收藏大展》和《武汉自然博物馆非洲动物展》等临时展览。

### 奖项
长江文明馆先后被国家水利部授予“全国水情教育基地”，被湖北省、武汉市分别授予省（市）爱国主义教育基地等称号，荣获国家、省市各类奖项23次，其中常设展览“长江之歌 文明之旅”荣获第十四届（2016年度）全国博物馆十大陈列展览精品推介“精品奖”以及2016年湖北省博物馆六大陈列展览精品奖。2018年，长江文明馆还被联合国教科文组织授予嘉许状。

## 贝林大河生命馆
贝林大河生命馆位于长江文明馆北边，建筑面积2.9万平方米，展览面积1.8万平方米。入口处为贝林荣誉墙与导览服务功能区，一层为序厅、大河沧桑、大河珍灵展示区、藏品库房和标本修复室；二层为大河沉思、科普空间、贝林文创展示区和咖啡厅；三层为临展厅、教育教室和办公区。

### 常设展览
常设展览“大河之旅 生命之歌”以大河为背景、以生命为主题、以贝林捐赠标本为基础，以长江对话世界大河为布展理念，围绕大河（不包括长江和黄河）、生物、人类的重点内容，利用近3000件古生物、动植物标本和现代多种展陈手段，展示大河相关的地学背景与河流自身的生命史，世界代表性大河的生物多样性、联系性与差异性，以及生态系统演替与生命演化的自然规律。

### 收藏
主要收藏了世界大河流域具有科学价值的动物、植物、古生物、古人类、地质矿产等自然标本与生物基因资源。